# Jakob Philipp Fallmerayer
Jakob Philipp Fallmerayer   (Brixen, 10 de desembre de 1790 - Múnic, 26 d'abril de 1861) fou un viatger, periodista, polític i historiador, alemany tirolès, més conegut per la seva teoria de la discontinuïtat sobre els orígens racials dels grecs i pels seus escrits de viatges.

## Biografia
Fill d'un humil jornaler, va freqüentar l'escola de la catedral de Brixen, va estudiar teologia a Salzburg, llengües semítiques i història des de 1809, i després ciències jurídiques a Landshut, dedicant-se per fi com a especialitat, a la filologia clàssica i la lingüística.
De retorn del servei militar, durant el qual va prendre part a la batalla d'Hanau (1814), va obtenir (1826) una càtedra al recent fundat Institut Literari de Landshut. Des de 1831 fins a 1834 va viatjar, amb el general rus Ostermann-Tolstoi, per Egipte, Núbia, Palestina, Síria, illes Esporades, illes Ciclades i continent grec i va romandre una llarga temporada a Constantinoble. Encara que el 1835 va ser nomenat soci numerari de la classe d'història de l'Acadèmia de Ciències de Múnich, aquella universitat va romandre tancada per a ell. El 1836 va abandonar aquesta ciutat, va viatjar pel sud de França i per Itàlia i després va romandre quatre anys a Ginebra, amb el comte Ostermann-Tolstoi, va navegar pel Danubi fins al mar Negre, va residir algun temps a Trapezunt i Constantinoble, va visitar el mont Athos i va creuar Macedònia, Tessàlia i gran part de Grècia.
Resultat d'aquests viatges va ser una interessant obra, titulada Fragment aus Orient (Stuttgart, 1845; nova ed., 1877) en la qual, segons ja havia fet a Geschichte der Halbinsel Morea (Stuttgart, 1830/36) i a Abhandlung über die Entsehung der Neugriechen (Stuttgart, 1835), va exposar la seva opinió que la nacionalitat dels neogrecs era una barreja ètnica eslava, del tot estranya als grecs antics.
En un tercer viatge que, el 1847, va emprendre per Constantinoble, Brussa i l'Olímpo, a Palestina, Síria i Àsia Menor, li va arribar la notícia del seu nomenament de professor d'història de Munic, en substitució de Joseph Görres. Triat diputat del Parlament de Frankfurt per la ciutat de Munic, se'l va privar de la càtedra per haver pres part en els acords de Stuttgart i va residir com a fugitiu polític a Appenzell i St. Gall (Suïssa) fins que rehabilitat en virtut de la Llei d'amnistia, va tornar a Munic a l'abril de 1850.
A més de les obres esmentades, gran nombre d'articles publicats a la Allgemeine Zeitung d'Augsburg i altres revistes i alguns escrits topogràfics de menor importància, com les seves relacions envers el Sant Sepulcre i el Gòlgota (Munic, 1852) i el mar Mort (1853), se li deuen: Geschichte des Kaisertums Trapezuni (Munic, 1827); Originalfragmente, Chroniken etc. zur Geschichte des Kaisertums Trapezunt (Munic, 1843/44); i Das albanesische Element in Griechenland (Munic, 1857/60).
Després de la seva mort, Thomas publicà en tres volums els seus Gesalmenten Werke (Leipzig, 1861).